# U-622
Unterseeboot 622 foi um submarino alemão do Tipo VIIC, pertencente a Kriegsmarine que atuou durante a Segunda Guerra Mundial.
O U-622 esteve em operação entre os anos de 1942 e 1943, realizando neste período 4 patrulhas de guerra, nas quais não afundou nenhuma embarcação aliada.
Foi afundado próximo de Trondheim  por bombas norte americanas às 14h00min dia 24 de julho de 1943.

## Comandantes
| Comandante               | Data                                     |
| ------------------------ | ---------------------------------------- |
| Kptlt. Horst-Thilo Queck | 14 de maio de 1942 - 24 de julho de 1943 |

## Subordinação
Durante o seu tempo de serviço, esteve subordinado às seguintes flotilhas:
| Período                                   | Flotilha                                   |
| ----------------------------------------- | ------------------------------------------ |
| 14 de maio de 1942 - 1 de outubro de 1942 | 8. Unterseebootsflottille (treinamento)    |
| 2 de outubro de 1942 - 31 de maio de 1943 | 11. Unterseebootsflottille (serviço ativo) |
| 1 de junho de 1943 - 24 de julho de 1943  | 13. Unterseebootsflottille (serviço ativo) |

## Operações conjuntas de ataque
O U-622 participou das seguinte operações de ataque combinado durante a sua carreira:
- Rudeltaktik Nordwind (24 de janeiro de 1943 - 28 de janeiro de 1943)

## Coordenadas
1. ↑  em posição 63° 27' N 10° 23' E